# تشارلز-أنطوان-إرنست غانون
تشارلز-أنطوان-إرنست غانون هو سياسي كندي، ولد في 4 ديسمبر 1846، وتوفي في 11 يونيو 1901 في مدينة كيبك في كندا. نشط حزبياً في حزب كيبيك الليبرالي. وقد انتخب عضو الجمعية الوطنية في كيبك ‏.